# Edgar Teixeira
Pour les articles homonymes, voir Teixeira.
Edgar Jesus Pereira Oliveira Teixeira, dit Edgar Teixeira, né le 1er décembre 1989 à Argoncilhe, Santa Maria da Feira au Portugal, est un footballeur international macanais. Il évolue actuellement au poste de milieu de terrain.

## Biographie

### Carrière en club
Avec le club macanais du SL Benfica, Edgar Teixeira dispute deux matchs en Coupe de l'AFC. 

### Carrière internationale
Edgar Teixeira compte 5 sélections avec l'équipe de Macao depuis 2015.
Il est convoqué pour la première fois en équipe de Macao, pour un match amical contre la Taïwan le 9 octobre 2015. Le match se solde par une défaite 5-1 des Macanais.

## Palmarès
- Avec le SL Benfica
  - Champion de Macao en 2014, 2015 et 2016
  - Vainqueur de la Coupe de Macao en 2013 et 2014